# 再犯の防止等の推進に関する法律
再犯の防止等の推進に関する法律（さいはんのぼうしとうのすいしんにかんするほうりつ、平成28年12月14日法律第104号、英語 : Re-offending Prevention Promotion Act）は、再犯の防止等に関する施策の基本となる事項等に関する日本の法律である。
所管官庁は法務省。2016年（平成28年）12月14日に公布および施行された。議員立法（衆法）。

## 構成
- 第1章　総則（第1条－第10条）
- 第2章　基本的施策
  - 第1節　国の施策（第11条－第23条）
  - 第2節　地方公共団体の施策（第24条）
- 附則

## 制定経過
- 平成28年（2016年）
  - 11月16日：衆議院において「再犯の防止等の推進に関する法律案」受理。
  - 11月17日：衆議院本会議において全会一致（自由民主党・無所属の会; 民進党・無所属クラブ; 公明党; 日本共産党; 日本維新の会; 自由党; 社会民主党・市民連合）で可決、参議院へ送付。
  - 11月24日：参議院法務委員会に付託。
  - 12月6日：参議院法務委員会において可決。
  - 12月7日：参議院本会議において全会一致（自由民主党; 民進党・新緑風会; 公明党; 日本共産党; 日本維新の会; 希望の会（自由・社民）; 無所属クラブ; 日本のこころ; 沖縄の風; 各派に属しない議員）で可決・成立。
  - 12月14日：公布・施行。